# Solahütte

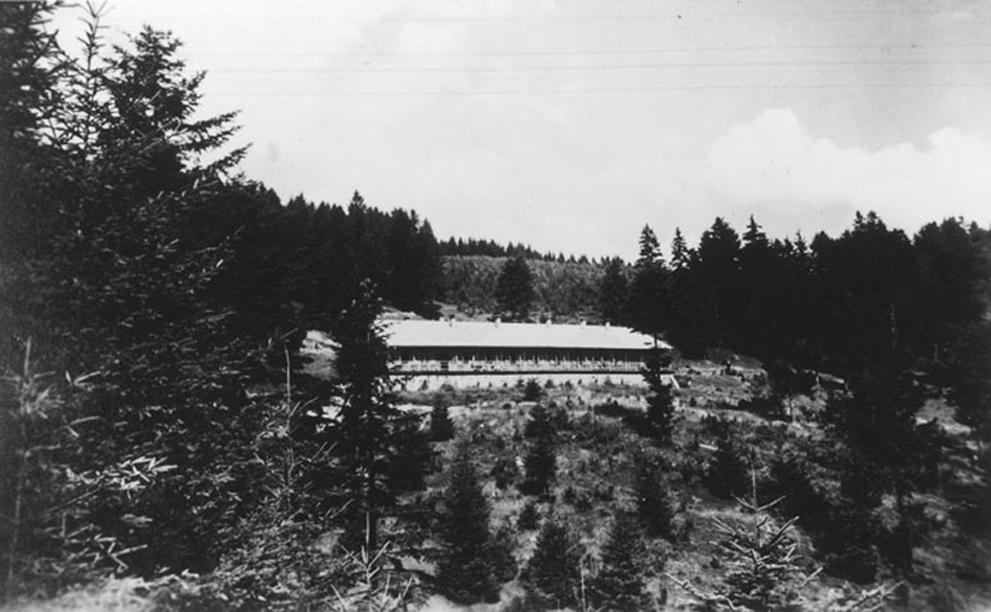
Solahütte voor 1940

De Solahütte is een in Międzybrodzie Bialskie, nabij Żywiec, gelegen rusthuis, dat tijdens het bewind van nazi-Duitsland door SS-leden gebruikt werd. Dit vakantieoord werd door een gevangenencommando uit concentratiekamp Auschwitz, dat onder leiding van Franz Hößler stond, in 1942 gebouwd.
Dat het oord door SS'ers werd gebruikt, werd pas in 2007 bekend, na de publicatie van het Höcker Album. Personen die gebruik maakten van de Solahütte waren onder andere Josef Mengele, Rudolf Höss en Josef Kramer. In 2011 is het hoofdgebouw afgebroken door de particuliere eigenaar.